# С вечера до утра
«С вечера до утра» (эст.: Ohtust hommikuni) — советский короткометражный фильм 1962 года снятый на Таллинской киностудии режиссёром Лейдой Лайус, её дебютная — дипломная ВГИКовская работа. По одноимённой повести М. Калда.

## Сюжет
Действие фильма длится с вечера до утра, всего одну ночь, в течение которой семья железнодорожника с риском для жизни скрывает от фашистов бежавшего советского военнопленного.
Первые годы Великой Отечественной войны. В оккупированном немцами маленьком городке одна эстонская семья живёт устранившись от событий войны, каждый из них живёт своей обычной незаметной жизнью. Но всё меняется в одну ночь, когда в их доме спасается от погони бежавший из концлагеря русский военнопленный. Теперь перед каждым встал вопрос — на чьей он стороне.

## В ролях
- Кирилл Лавров — Гриша
- Аксел Орав — Рудольф
- Юлле Улла — Карин
- Вийу Хярм — Салме
- Ханно Кальмет — фельфебель
- Мати Клоорен — офицер

## Критика
Если за ВГИКовскую курсовую работу режиссёр подверглась суровой критике Г. М. Козинцева, то за этот выпускной фильм она — единственная с курса — получила диплом режиссёра с отличием.
Как писал журнал «Искусство кино», этот короткометражный фильм, наряду с вышедшим в том же году фильмом «Ледоход» Кальё Кийска: «не только закрепили эстонский кинметограф на новых рубежах, но вселили надежду на будущее», фильм получил успех у зрителей и критики:

В 1963 году дебютирует в эстонском кинематографе выпускница Вгика Л. Лайус. Она ставит прошедший с успехом фильм «С вечера до утра». Фильм привлёк внимание зрителей удачным сочетанием остродраматического сюжета с кинематографически интересной формой выражения, лишенной налета театральщины.— История советского кино: 1952—1967 / Х Абул-Касымова. — М.: Искусство, 1978. — стр. 229
Также омечалась «убедительная игра актрисы Вийу Хярм» — дебютная роль тот момент ещё школьницы: режиссёр «порадовала точно найденной исполнительницей главной роли».